# Grotta della Bigonda
Grotta della Bigonda este o arie protejată (arie specială de conservare — SAC, sit de importanță comunitară — SCI) din Italia întinsă pe o suprafață de 1,23 ha, integral pe uscat.

## Localizare
Centrul sitului Grotta della Bigonda este situat la coordonatele 46°01′03″N 11°34′57″E / 46.0176°N 11.5826°E.

## Înființare
Situl Grotta della Bigonda a fost declarat sit de importanță comunitară în iunie 1995 pentru a proteja 2 specii de animale. Situl a fost protejat și ca arie specială de conservare în martie 2014.

## Biodiversitate
Situată în ecoregiunea alpină, aria protejată conține 1 habitat natural: Peșteri inaccesibile publicului.
La baza desemnării sitului se află mai multe specii protejate de  mamifere (2): liliacul mare cu potcoavă (Rhinolophus ferrumequinum), liliacul mic cu potcoavă (Rhinolophus hipposideros)
Pe lângă speciile protejate, pe teritoriul sitului au mai fost identificate 2 specii de mamifere.